# Denis Klinar
Denis Klinar (1992. február 21. –) szlovén korosztályos válogatott labdarúgó, a tajvani másodosztályú Saturday Football International játékosa.

## Pályafutása
A Rudar Velenjében nevelkedett, innen igazolt 2015 nyarán a Olimpija Ljubljana csapatába. A fővárosi csapatba való szerződése előtt szerepelt a Šmartno együttesében. 2018. január 11-én a Puskás Akadémia hivatalos honlapján jelentette be, hogy szerződtette Klinart aki két évre írt alá. Az év nyarán az NK Maribor csapatához szerződött. 2021 nyarán a spanyol Cultural Leonesa együttesébe igazolt.
2013. február 6-án mutatkozott be a szlovén U21-es labdarúgó-válogatottban a portugál U21-es labdarúgó-válogatott elleni felkészülési mérkőzésen, a 91. percben váltotta Enej Jelenict.

## Sikerei, díjai
- Olimpija Ljubljana
  - Szlovén bajnok: 2015–16

- Puskás Akadémia
  - Magyar kupadöntős: 2017–18

- Maribor
  - Szlovén bajnok: 2018–19